# خداع عسكري

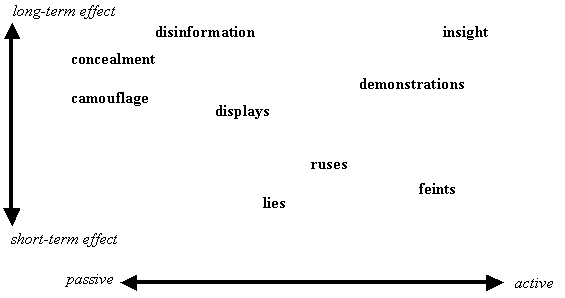
طيف من أنواع الخداع، ومنها: التضليل، والإخفاء، والتمويه، والتظاهر، والخداع.

يُشير مفهوم الخداع العسكري (بالإنجليزية: military deception)‏ إلى محاولات تضليل قوات العدو خلال الحرب. يُشار إلى هذا عادةً من خلال إطلاق أو تضخيم حالة ضبابيّة الحرب عبر العمليات النفسية، وحرب المعلومات، والخداع البصري، وغيرها من الوسائل. بالنظر إلى الخداع العسكري كوسيلة إستراتيجية للمعلومات (التضليل)، فهي تتقاطع مع الحرب النفسية، لدرجة أنّه أيّما عدوّ يقع في فخّ التضليل العسكري، سيفقد الثقة بنفسه، وسيعتريه الشكّ عندما يُواجَه بالحقيقة.
الخداع العسكري قديم قِدَم التاريخ. يولي كتاب فنّ الحرب، وهو أطروحة عسكرية صينية قديمة، يُولي أهمّية قصوى لتكتيك الخداع العسكري. في الوقت الحالي، تطوّر مفهوم الخداع العسكري إلى نظرية عسكرية قائمة بذاتها. خلال الحرب العالمية الأولى لجأت الجيوش المتحاربة إلى توظيف تكتيكات التضليل والخداع البصري والتي اكتسبت مزيدًا من الأهمية خلال الحرب العالمية الثانية. خلال الاستعداد لإنزال النورماندي في العام 1944، نفّذ الحلفاء أكبر عملية خداع في التاريخ العسكري، عملية الحارس الشخصي، وهو ما ساعدهم على تحقيق أعلى درجات المفاجأة التكتيكية للعدو.

## أنواعه
بصفةٍ عامة، يمكن للخداع العسكري أن يتخذ أشكالًا إستراتيجية أو تكتيكية. بالنسبة للخداع العسكري على مستوى ميدان الحرب الاستراتيجية فهو لم يكن سائدًا حتى حلول الزمن الحاضر (وخصوصًا في الحربَين العالميّتَين في القرن العشرين)، أمّا الخداع العسكري على المستوى التكتيكي (في ميادين الحرب المنفردة) فيرجع أصله إلى التاريخ المبكّر. من ناحية عملية، يوظّف الخداع العسكري مجالات التضليل البصري، التضليل الإعلامي (على سبيل المثال، عبر العملاء المزودجين) وعلم النفس لدفع العدو إلى تصديق شيءٍ ما ليس حقيقيًّا. يعدّ استخدام التمويه العسكري -وخصوصًا على نطاق واسع- خداعًا عسكريًّا. تُستخدم الكلمة الأجنبية من الروسية (ماسكيروفكا، التي تعني حرفيًّا: التمويه بقناع) لوصف العقيدة العسكرية للاتحاد السوفيتي وروسيا في تحقيق المفاجأة العسكرية عبر الخداع، ويؤدي فيها التمويه دورًا محوريًّا.
ثمة العديد من الأمثلة على نشاطات الخداع العسكري التي وُظِّفت خلال الحروب عبر التاريخ، منها:

### الانسحاب الوهمي
بسبب شعوره الزائف بالأمان، يدفع الانسحاب الوهمي العدو للوقوع في فخّ منصوبٍ مسبقًا.

### الوحدات العسكرية الزائفة
إنشاء قوات عسكرية زائفة، أو وحدات عسكرية لا وجود لها، أو المبالغة في عدد قوات الجيش.

### ستار الدخان
خداع تكتيكي يتضمن استخدام الدخان، الضباب، وغيرها من أشكال التخفّي لإخفاء تحركات على أرض المعركة أو المواقع.

### حصان طروادة
الحصول على منفذ إلى المنطقة المحصّنة بموجب ذرائع كاذبة، لتسهيل دخول قوة مهاجمةٍ أكبر عددًا.

### التطويق الاستراتيجي
تشتّت قوّة صغيرة انتباه العدو، في حين تهاجم قوّة أكبر العدو من الخلف. وهي إحدى تكتيات نابليون المفضلة.

## تاريخه

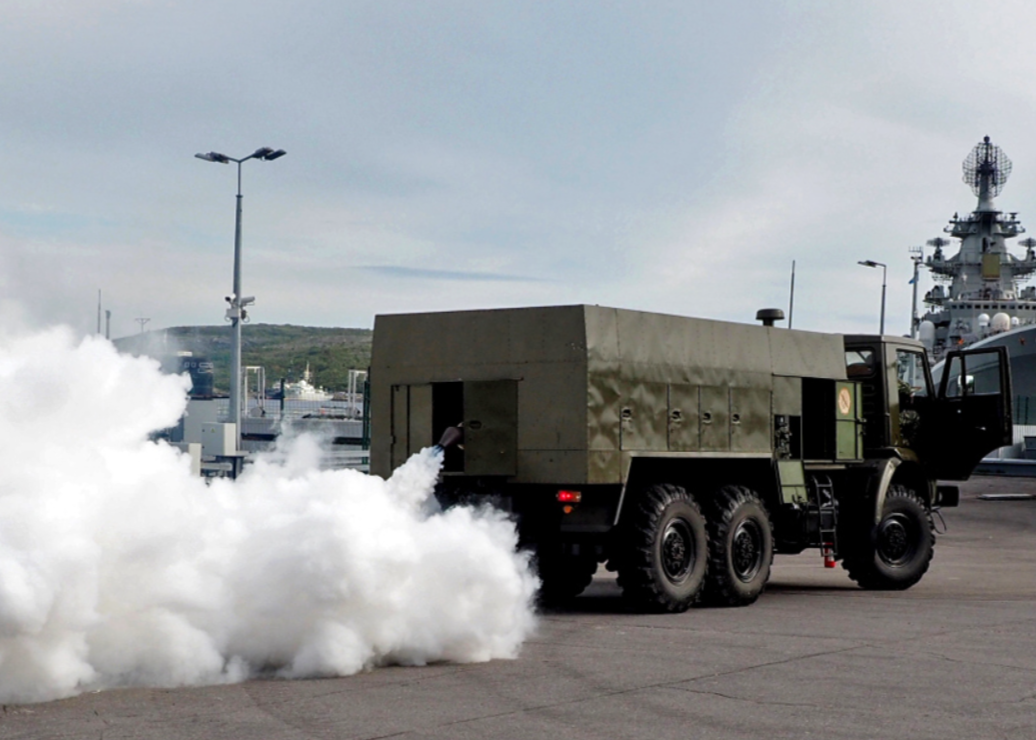
نصب حاجز دخان لتمويه سفن الأسطول الشمالي

منذ فجر التاريخ ارتبط الخداع العسكري بمجريات الحرب. في البداية، وقعت المسؤولية على عاتق القادة العسكريين لتطوير تكتيات الخداع العسكري في أرض المعركة وفق ما يرونه مناسبًا. أمّا في الزمن المعاصر، فقد اكتسب تنظيم الخداع العسكري أهمية قصوى في أعلى مستويات التخطيط الاستراتيجي كجزء جوهريّ من الحملات العسكرية أو الحروب بكاملها.
من الأمثلة المبكّرة على توظيف تكتيكات الخداع الاستراتيجي تُذكر السلالات الحاكمة في مصر القديمة، والصين. يناقش كتاب صن تزو الشهير، فن الحرب، العديد من تكتيكات الخداع العسكري. استفاد هانيبال، والذي يُعتبر من أكثر القادة العسكريين حنكةً ودهاءً في التاريخ، استفاد بشكل موسّع من الخداع العسكري في حملاته. كما اشتُهر الإغريق القدامى بعدة أشكالٍ من الخداع العسكري، فهُم بلا شكّ مَن اخترع ستار الدخان خلال الحرب البيلوبونيسية، وتذكر القصص اللاحقة حصان طروادة الشهير، الذي مكّنهم من هزيمة طروادة.

## آراء أخرى
تختلف آراء الاستراتيجيين العسكريين والكتاب حول قيمة الخداع العسكري، فعلى سبيل المثال يذكر أشهر كتابين حول فن الحرب وهما (فن الحرب) لسون تزو و(عن الحرب) لكلاوزفتز، يذكران رأيين مختلفين قليلا ً، إذ يركز سن تزو على الخداع العسكري كمفتاح رئيسي لتحقيق النصر بينما يناقش كلاوزفيتز بان الخداع يغشي بصيرة القائد في المعركة ويعيقه عن رؤية وفهم بيئة العمليات بصورة واضحة، ذلك بأن خلق صورة خادعة وتحديدا على مستوى واسع غير ذا قيمة مع الأخذ بالاعتبار تحليل الكلفة-المنفعة، على الرغم من ذلك فان ممارسة خداع على مستوى واسع يكون مقبولا في حالات خاصة جدا حسب رأيه.[بحاجة لمصدر]